# Hôtel d'Oraison
L'hôtel d'Oraison est un hôtel particulier situé à Aix-en-Provence.

## Histoire
Son premier propriétaire fut Henri de Raffelis à la fin du XVIe siècle.
Puis il fut racheté par la ville d'Aix, pour y accueillir le gouverneur de Provence : le duc de Guise, lors de ses venues.
Après le décès en 1732 d’Espérit Fulque, marquis d’Oraison, sa maison de la rue des Trois Ormeaux, à Aix-en-Provence, fut attribuée, au titre « de la légitime paternelle », à maître Nicolas Gilles, procureur, et mari de dame Anne Fulque. Mathieu Fulque, héritier du marquisat d'Oraison, fit porter ses efforts sur l’aménagement de sa propre maison aixoise acquise le 28 septembre 1731de  « messire Gaspard de Gueydan, seigneur de Valabre, conseiller du Roy en ses conseils, avocat général de sa majesté en la cour de Parlement de ce pays de Provence (…) moyennant le prix et somme de dix huit mille livres, y compris les épeingles* de madame de Gueydan, savoir seize mil livres pour la grande maison et deux mil livres pour la petite maison, écuyrie et cellier ».
Ces deux maisons lui paraissant sans doute trop exiguës pour réaliser un projet immobilier digne de son rang et de sa fortune, Mathieu Fulque fit l’acquisition, le 14 mars 1735, pour 1 000 livres, de la maison de Marie Brunier, jouxtant la sienne, afin de pouvoir s’agrandir. En compensation et pour dédommager cette dernière « expropriée », il lui acheta une autre maison, dans le même quartier, pour 1 800 livres.
Mais cela ne suffisant toujours pas, le 30 juillet 1736, il fit l’acquisition d’une cinquième maison « faisant le coin de la rue dite des Eiguesiers », propriétaire Catherine Astoin, veuve d’Antoine Gautier, savetier, pour la somme de 950 livres.
Les travaux pour la réalisation de l’Hôtel Fulque d’Oraison dont la façade principale donnait du côté de la rue du Séminaire pouvaient enfin commencer !
Cet hôtel particulier aixois restera entre les mains des Fulque jusqu’au 1er juillet 1792, date à laquelle il deviendra « bâtiment national » à la suite de l'émigration de ses propriétaires. Un inventaire des biens qu’il contenait sera minutieusement dressé à partir du 13 août 1792.
On retrouve cet hôtel particulier en 1839, dépendant  « de la succession du sieur Louis Roux, en son vivant ancien aubergiste de ladite ville », revendu à la folle enchère avec une mise à prix de 4 000 francs. Il est décrit comme « une maison montée de trois étages sur son rez-de-chaussée avec une vaste écurie et remise, grande porte cochère et grande porte de remise. Dans laquelle il y a un jardin planté de vignes et d’arbres à fruits… ». Joseph Ramberd en fera l’acquisition en 1836. Après le décès de ce dernier, il sera revendu en 1841 à François Thomas Bouteuil, professeur à la faculté de droit puis à François Eugène Carbonnel, secrétaire de la faculté de droit en 1881. Son épouse, Anne Thérèse Adrienne Foncin en héritera en 1909.
Cet hôtel d’Oraison a été restauré en 2012.
Le monument fait l'objet d'une inscription au titre des monuments historiques depuis 1987.

## Descriptif du bâtiment

### Architecture
Sa façade est du XVIIIe siècle, à sept travées de fenêtre, chacune marquée par quatre bandes verticales de refends.
Les fenêtres du premier étage (étage noble) présentent des décors d'acanthe et de mascarons sur leurs clefs.
La porte cochère d'entrée est surmontée d'un balcon avec une porte-fenêtre (« à la française ») sommée d'un fronton triangulaire sur pilastres à chapiteaux doriques.
Une seconde porte cochère perce la façade à la droite de la première.